# Statues-menhirs d'Ukraine

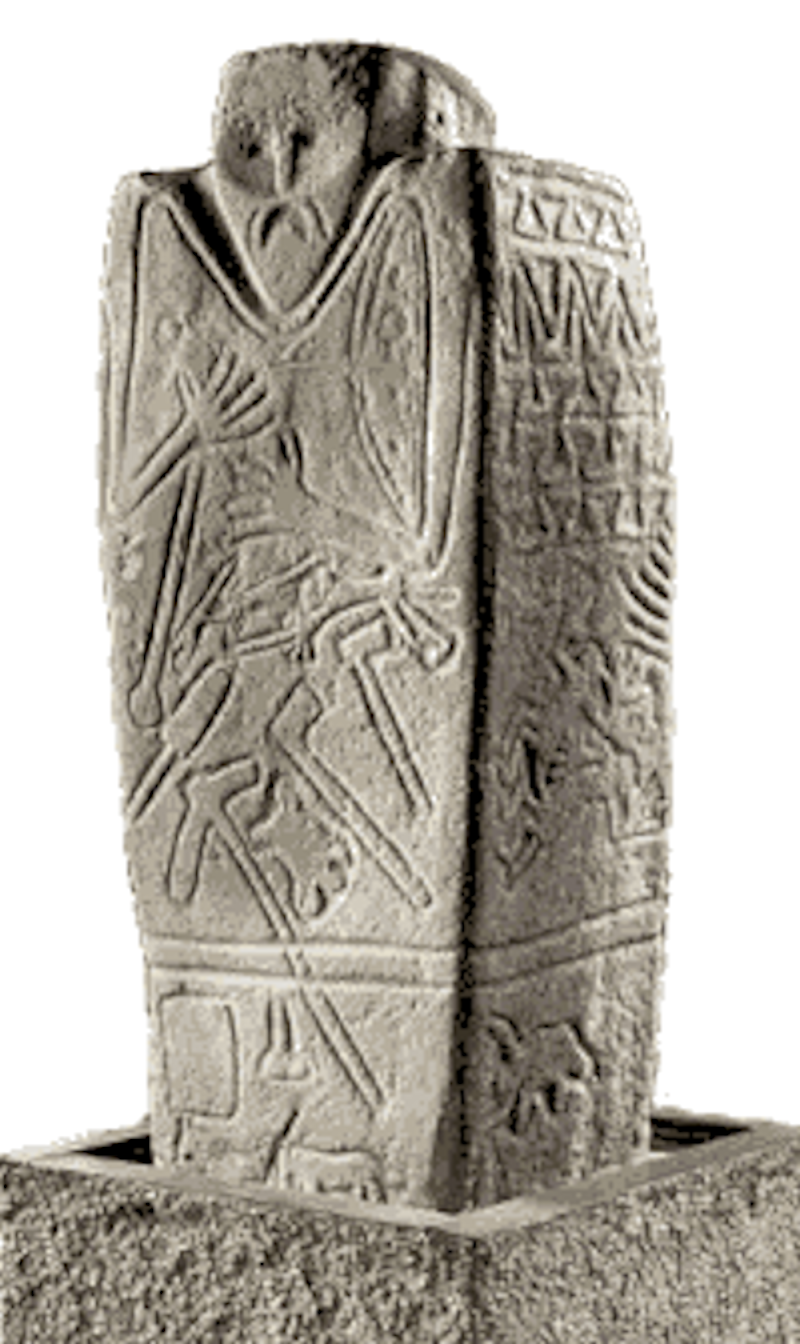
Une statue-menhir de la culture Yamna, datant du IIIe millénaire av. J.-C.

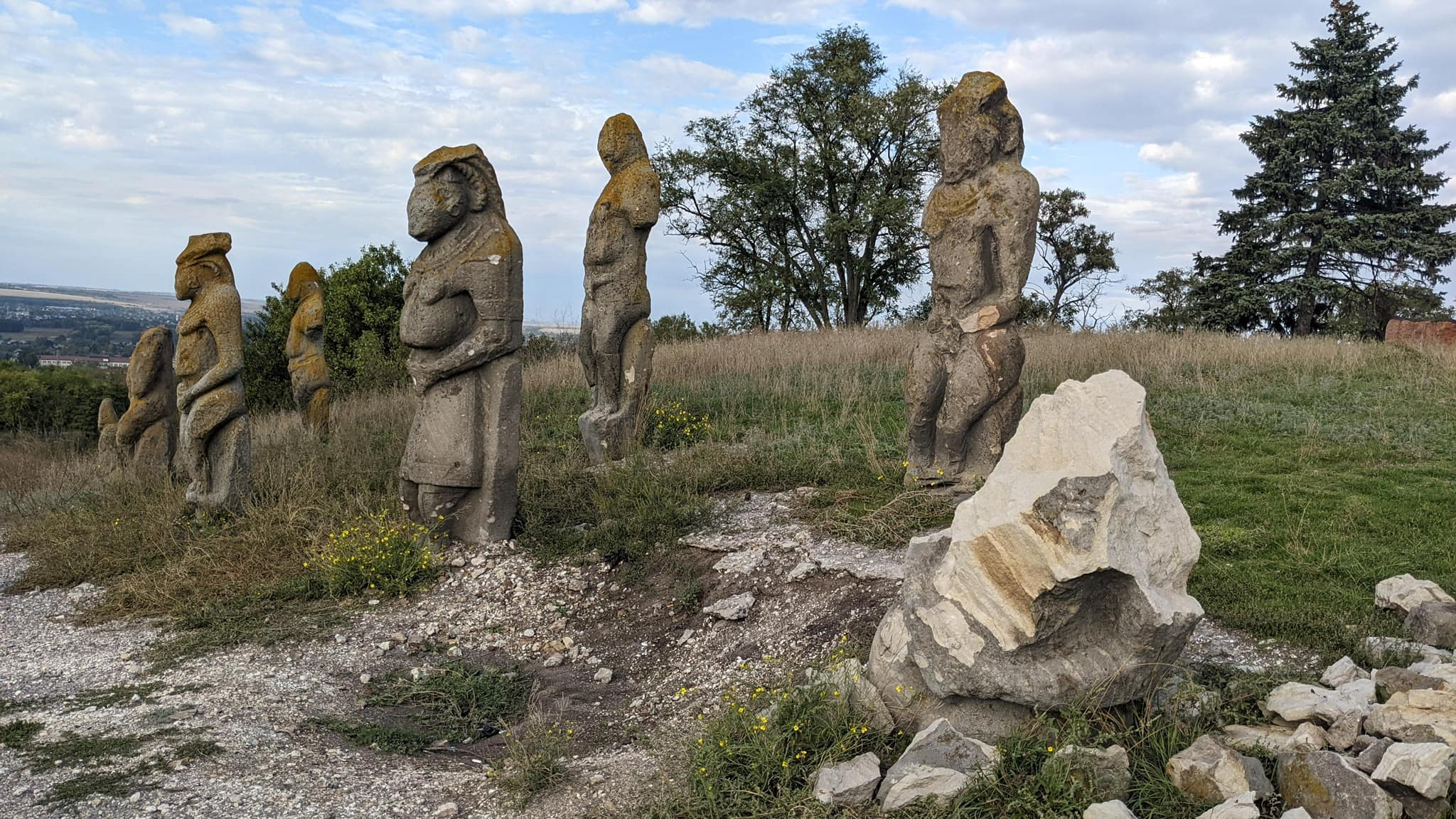
Allée de babas du mont Kremenets à Izioum.

Les statues-menhirs d'Ukraine sont un ensemble de stèles et de statues-menhirs découvertes entre les cours inférieurs du Don et du Danube, au sud de l'Ukraine et en Crimée. Elles sont parfois classifiées sous l’appellation de stèles kourganes quand elles ont été découvertes dressées sur des kourganes ou retrouvées enfouies dans des tumulus mais on ne peut exclure qu'elles ont été réemployées dans ces tumulus ou sculptées plus tardivement puis dressées sur ceux-ci. Leur édification couvre une très longue période depuis la fin du IVe millénaire av. J.-C. et correspond à l'évolution des peuples indo-européens successifs dans la steppe et suit leur expansion vers l'Asie, jusqu'à l'époque des Scythes.

## Classification et description
Le groupe comprend plus de trois cents stèles et statues-menhirs, la plupart étant conservée à Kertsch et au Musée d'art de Dnipro. Les stèles anthropomorphes datent du IVe millénaire av. J.-C. et sont attribuées à la culture Kemi Oba et « ont été pour beaucoup réutilisées par les populations de la culture Yamna ». Ce sont des stèles schématiques, rectangulaires ou trapézoïdales, ou des menhirs anthropomorphes, d'une hauteur de 1,10 à 1,50 m, très peu décorés, où la tête est légèrement dégagée du cou, sans épaules (Kapustino, Belozerka). 
Les statues-menhirs proprement dites comprennent une vingtaine de spécimens plus complexes. Comme toutes les statues-menhirs, elles comportent à la fois des caractères anthropomorphes (tête, épaules, bras, mains, seins) et des attributs (armes). La position des bras et la plus ou moins grande richesse en attributs conduisent à distinguer plusieurs types, : 
- le type de Natalevka avec une tête peu proéminente, les bras sont repliés vers le haut du corps avec les mains dirigées vers le visage ouvertes doigts écartés;
- le type Kazanki avec une tête plus dégagée et arrondie, les bras croisés sur le ventre;
- le type Tiritaki avec une tête peu dégagée et les bras convergents vers le ventre, les mains sont très grandes et placées près de la ceinture ; c'est le seul groupe à comprendre des statues féminines[1].

Comme pour toutes les statues-menhirs, il est admis que la représentation des seins correspond à des statues féminines et celle des armes à des statues masculines. 
En accord avec la problématique indo-européenne, selon D. Telegin, la variété des stèles pourrait être liée à une diversité des fonctions sociales : « on reconnaîtrait ainsi des sujets à fonction religieuse (comme la célèbre statue de Kernosovo [...], des personnages dont les armes traduiraient la souveraineté ou la fonction guerrière, enfin des stèles de producteurs, à l'iconographie limitée ». Toutefois, l'absence de découvertes dans un contexte archéologique fiable, la plupart des stèles ayant été découvertes en réemploi, limite la validité de cette hypothèse.